# إغريمة
الإغريمة (الاسم العلمي: Grimmia) هي جنس من النباتات تتبع الفصيلة الإغريمية من رتبة الإغريميات.

## أنواع الإغريمة
- إغريمة الجنوب
- إغريمة إبريقية الشكل
- إغريمة إسطاجانكية
- إغريمة أحادية اللون
- إغريمة أحمدية
- إغريمة أليفة الصخور
- إغريمة أمريكية
- إغريمة أنديزية
- إغريمة باتاغونية
- إغريمة براونية
- إغريمة بركانية
- إغريمة بوليفية
- إغريمة بيضوية
- إغريمة تسمانية
- إغريمة ثلاثية الأوراق
- إغريمة ثلاثية العروق
- إغريمة ثلجية
- إغريمة ثنائية اللون
- إغريمة جبلية
- إغريمة جدلية
- إغريمة جنوب أفريقية
- إغريمة جنوبية
- إغريمة حبشية
- إغريمة حجرية
- إغريمة حزمية
- إغريمة خادعة
- إغريمة خطية
- إغريمة خيطية الشكل
- إغريمة دافياسية
- إغريمة داكنة
- إغريمة دقيقة
- إغريمة رايتية
- إغريمة رخوة
- إغريمة رفيعة الأوراق
- إغريمة رقيقة
- إغريمة رملية
- إغريمة رئدية
- إغريمة زورقية
- إغريمة زيتونية
- إغريمة سميكة الأوراق
- إغريمة سميكة الأوراق
- إغريمة سنانية
- إغريمة سوداء
- إغريمة شاذة
- إغريمة شعيرية
- إغريمة شوكاء
- إغريمة صخرية
- إغريمة صرودية
- إغريمة صغيرة
- إغريمة صغيرة الثمار
- إغريمة صوفية
- إغريمة طويلة النصيل
- إغريمة عارية
- إغريمة عالية
- إغريمة عديمة الورق
- إغريمة عملاقة
- إغريمة غبساء
- إغريمة فضية الأوبار
- إغريمة قاتمة
- إغريمة قبيبية
- إغريمة قصيرة
- إغريمة قطبية شمالية
- إغريمة قلنسوية
- إغريمة قنابية
- إغريمة كبيرة الكأس
- إغريمة كروية
- إغريمة كلسية
- إغريمة كليلة
- إغريمة كنارية
- إغريمة لامعة الثمار
- إغريمة مائية
- إغريمة مبيضة
- إغريمة متألقة
- إغريمة متباعدة
- إغريمة متضيقة
- إغريمة متطاولة
- إغريمة متغضنة
- إغريمة متقزمة
- إغريمة مثلومة الطرف
- إغريمة مجدولة
- إغريمة مختلطة
- إغريمة مدببة
- إغريمة مسودة
- إغريمة مشعرة
- إغريمة مضللة
- إغريمة مطوقة
- إغريمة مغراء
- إغريمة مغزلية
- إغريمة مفترشة
- إغريمة مفلطحة
- إغريمة مقوسة
- إغريمة مكسيكية
- إغريمة ملتبسة
- إغريمة ملتوية
- إغريمة منجلية
- إغريمة مولرية
- إغريمة ميلرية
- إغريمة ناحلة
- إغريمة ناعمة
- إغريمة ناعمة الأوراق
- إغريمة نيبالية
- إغريمة نيفادية
- إغريمة هندية
- إغريمة وسادية
- إغريمة وليامسية
- إغريمة وهرانية
- إغريمة ويلسونية
- إغريمة يابانية